# Mozé-sur-Louet
Mozé-sur-Louet – miejscowość i gmina we Francji, w regionie Kraj Loary, w departamencie Maine i Loara.
Według danych na rok 2010 gminę zamieszkiwały 2 063 osoby, a gęstość zaludnienia wynosiła 81 osób/km².